# Sankt Stefan im Gailtal
Sankt Stefan im Gailtal (fino al 1993 Sankt Stefan an der Gail) è un comune austriaco di 1 588 abitanti nel distretto di Hermagor, in Carinzia. Nel 1973 ha inglobato il comune soppresso di Vorderberg. Secondo il censimento del 1880 oltre il 90% della popolazione era slovena; nell'ultimo censimento del 2001 solo l'1,2% della popolazione si è dichiarata slovena.

## Geografia fisica
Il comune si trova nella Gailtal tra le Alpi Carniche e quelle della Gail.